# 에스칼라플라노
에스칼라플라노(Escalaplano, it; 사르데냐어: Scalepranu 또는 Iscalepranu sc)는 이탈리아 사르데냐주 수드사르데냐도에 있는 코무네 (지방 자치체)로, 칼리아리에서 북동쪽으로 약 50 킬로미터 (31 mi) 떨어져 있다.
에스칼라플라노는 다음 지방 자치체와 접해 있다: 발라오, 에스테르칠리, 고니, 오롤리, 페르다스데포구, 세우이, 빌라푸추.